# Деда Мразов мали помоћник
Деда Мразов мали помоћник (енгл. Santa's Little Helper) је домаћи пас породице Симпсон из анимиране ТВ серије Симпсонови.